# Isla de Mauricio
La isla Mauricio (en francés: île Maurice; en inglés: Mauritius Island) es una isla del océano Índico, al este de Madagascar, incluida en el grupo de las Mascareñas, junto con la isla de La Reunión, Departamento de ultramar francés. Es la mayor de las islas que constituyen desde 1968 la República de Mauricio.

## Historia
Descubierta por el navegante y explorador portugués Pedro de Mascarenhas, que le dio el nombre de Cerne, perteneció luego a los neerlandeses que la llamaron Mauricio, por el príncipe Mauricio de Nassau.
Pasó luego a manos de Francia, que la llamó Île de France. Su capital y principal puerto, Port Louis, fue el punto de partida para las exploraciones y descubrimientos franceses en el Índico austral.
Luego de las guerras napoleónicas pasó a ser colonia inglesa, en 1814.